# Překážkové návěstidlo

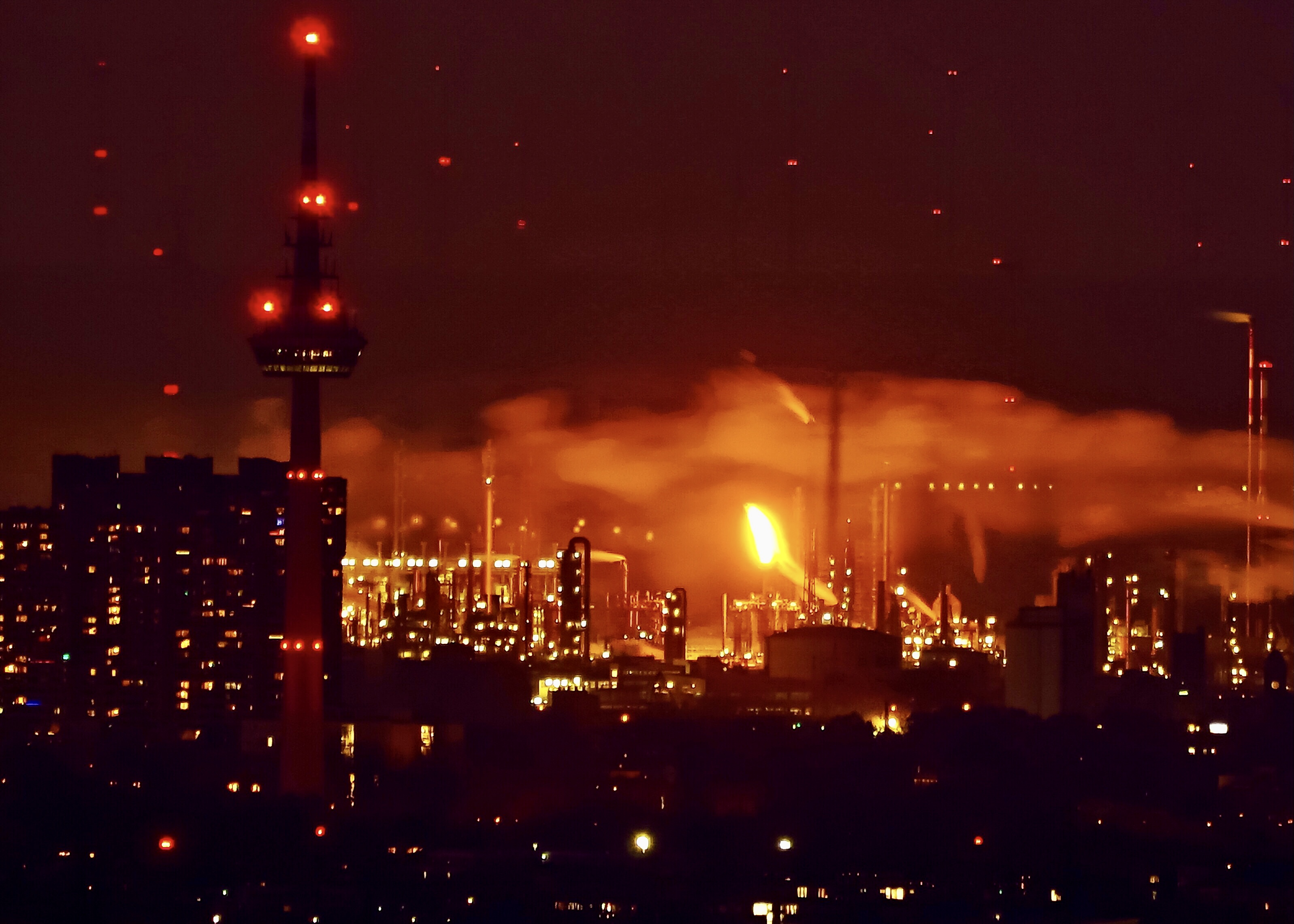
Výstražná světla na telekomunikační věži v Mannheimu, v pozadí jasné světlo pochodně parního automatu, ve vzdálenosti výstražná světla od větrných turbín

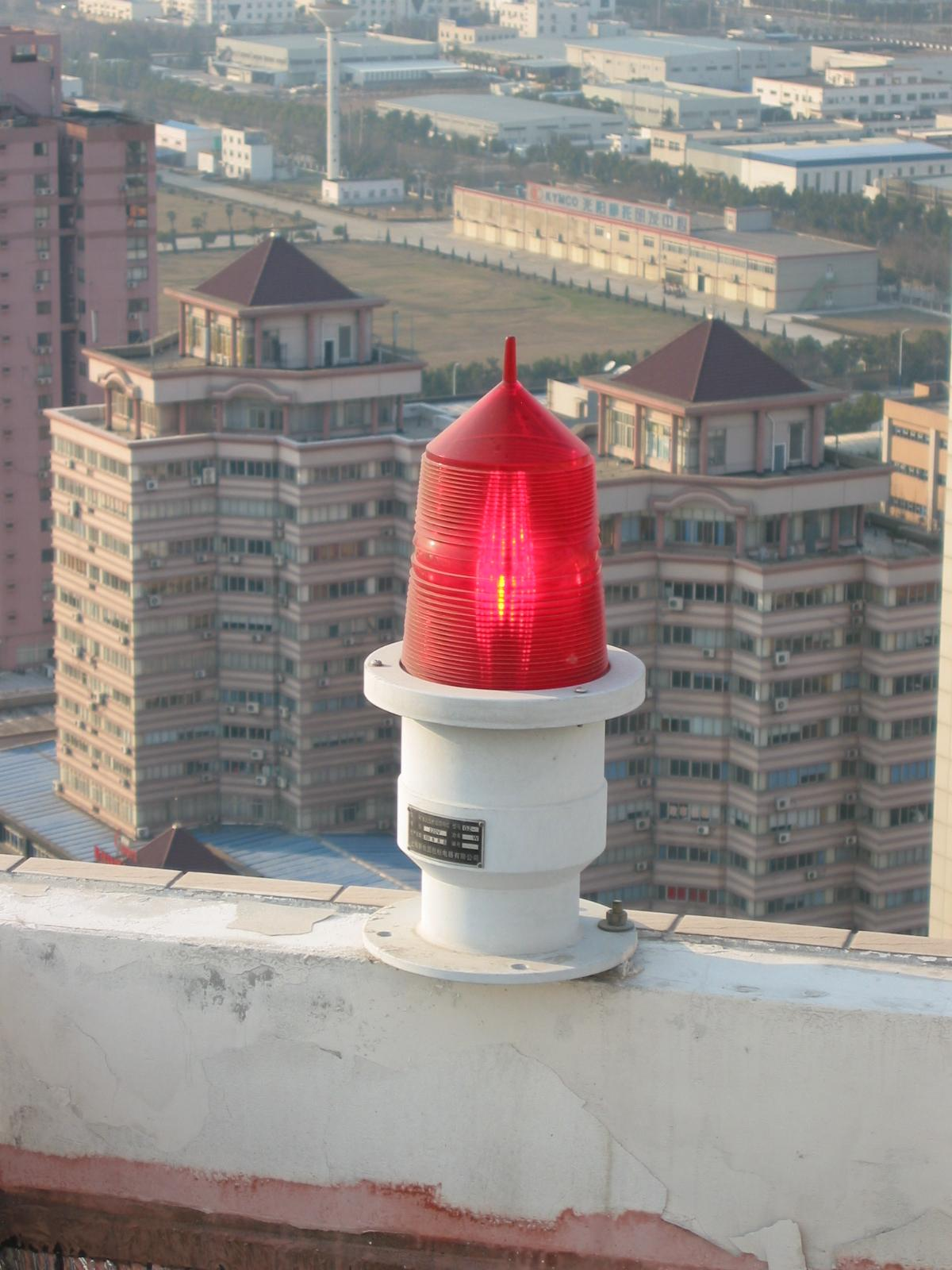
Překážkové návěstidlo na výškové budově (Čchang-čou, Čína)

Překážkové návěstidlo je světelné zařízení umístěné na budově nebo jiné vysoké stavbě, které má před stavbou varovat letadla.

## Charakteristika
Budovy nebo vysoké konstrukce, které mohou být pro letadla nebezpečné, musí být osvětleny předepsaným způsobem. Pro osvětlení budov se používají tzv. překážková návěstidla nízké, střední nebo vysoké svítivosti, nebo kombinace takových návěstidel. Je třeba zajistit, aby návěstidla nezpůsobovala rušivé oslnění.
Překážková návěstidla nízké svítivosti na pevných objektech musí vydávat stálé červené světlo a mít dostatečnou svítivost pro zajištění viditelnosti vzhledem ke svítivosti okolních světel a celkové hladině osvětlení, proti níž budou obvykle pozorována. Svítivost nesmí být menší než 10 cd červeného světla.
Překážková návěstidla střední svítivosti musí vydávat záblesky červené barvy (s výjimkou případu, kdy jsou použita v kombinaci s překážkovými návěstidly vysoké svítivosti a musí vydávat záblesky bílé barvy). Frekvence záblesků musí být 20 až 60 za minutu. Efektivní svítivost záblesků nesmí být menší než 1 600 cd červeného světla.
Překážková návěstidla vysoké svítivosti musí vydávat záblesky bílé barvy. Frekvence záblesků by měla být 60 cyklů za minutu. Efektivní svítivost se pohybuje od 2 000 cd do 200 000 cd v závislosti na jasu pozadí.